# 31581 Onnink
31581 Onnink este un asteroid din centura principală de asteroizi.

## Descriere
31581 Onnink este un asteroid din centura principală de asteroizi. A fost descoperit pe 19 martie 1999 la Socorro, New Mexico, în cadrul proiectului LINEAR. Asteroidul prezintă o orbită caracterizată de o semiaxă mare de 2,27 ua, o excentricitate de 0,12 și o înclinație de 5,5° în raport cu ecliptica.